# جبال ويسلر
جبل ويسلر هو جبل في سلسلة فيتزسيمونز من سلسلة جبال المحيط الهادئ الواقعة على الحافة الشمالية الغربية لمتنزه مقاطعة غاريبالدي. في ويسلر كولومبيا البريطانية.
سابقًا، كان يُطلق على هذا الجبل اسم جبل لندن، والذي سمي بعد مطالبة بالتعدين في المنطقة. كانت المنطقة تسمى بحيرة ألتا قبل إنشاء منتجع بلدية ويسلر في السبعينيات، ولكن تم تغيير اسم الجبل بالفعل في عام 1965 لظروف الطقس السيئة في لندن التي كانت تعتبر سيئة لأغراض الدعاية. مع ظهور منتجع للتزلج في أواخر الستينيات، تم تغيير الاسم إلى «ويسلر» لتمثيل نداءات تصفير الماروتس، والتي تُعرف أيضًا باسم «المصفرين»، الذين يعيشون في مناطق محددة في الجبل.
نظرًا لقرب الجبل من متنزه بحيرة غاريبالدي، يتم استخدام مصاعد التزلج بانتظام للوصول بسرعة إلى جبال الألب، وجولات التزلج في الحديقة. القمة هي منطقة بيك ويسلر، مما يجعلها واحدة من أكثر القمم المسافَر لها في كولومبيا البريطانية.
يشكل الجبل جزءًا من منتجع رئيسي للتزلج على الجليد.

## جيولوجيا
يحتوي جبل ويسلر على صخر نشأ كطين في قاع البحر في المحيط السابق. هذا التكوين الصخري نفسه تكون من الصخور الموجودة في مواقع أخرى في جميع أنحاء جنوب غرب كولومبيا البريطانية. معظم الصخور المشتركة في تكوين جبل ويسلر هي انديسايت وdacite المكون من تدفقات الحمم البركانية. تشكل تدفقات الحمم البركانية والصخر الزيتي المرتبط بها جزءًا من مجموعة صخرية تسمى مجموعة غامبير. تم إنشاء هذه المجموعة الجيولوجية داخل حوض ضحل تحت الماء منذ حوالي 100 مليون سنة خلال العصر الطباشيري المبكر. تم نقل المواد الحبيبية، مثل الطين والرمل والطمي، في المحيط القديم عن طريق الأنهار التي كانت موجودة خلال العصر الطباشيري. نظرًا لأن الأنهار الطباشيريّة تُرسل باستمرار المواد الحبيبية إلى المحيط السابق، فقد ترسّخت سنويًا لتشكيل طبقات من المواد الرسوبية في نهاية المطاف. بمجرد ضغط المادة الرسوبية، أُنتج الصخر الزيتي الذي يشكل الآن أجزاء من جبل ويسلر. ترسبت تدفقات الحمم البركانية الأنديسيتية والداسيتية عندما تسببت الانفجارات البركانية في سلسلة من الجزر البركانية والتي أنتجت تدفقات الحمم البركانية في المحيط القديم.
بمجرد أن تشكلت الصخور البركانية والرسوبية لمجموعة جامبير، بدأت الصخور في التشوه والتكسر والارتفاع بسبب الضغوط الشديدة الناتجة عن حركة صفيحة أمريكا الشمالية واللوحات التكتونية في المحيط الهادئ. أعداد كبيرة من الحمم المتجمدة التي تم إنشاؤها سابقا من سلسلة الجزر البركانية والحمم البركانية تحت الماء تدفقات نتجت عن طريق تهدمها إلى كتل ضخمة جبلية الحجم وأقل كثافة، وتم ضغط الصخر لطبقات رقيقة، مطوية وسُحقت بين الحمم المرتبطة بها.  على النقيض من ذلك، فإن التربة البركانية القريبة في منطقة بحيرة غاريبالدي، مثل بلاك تاسك، من أصل بركاني حديث نسبياً تشكلت جزءًا من سلسلة من البراكين تسمى حزام غاريبالدي البركاني.

## الصور

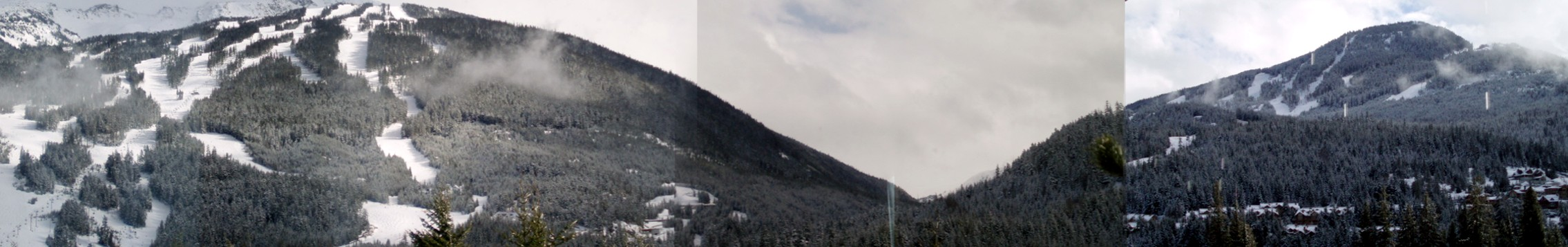
صورة بانورامية لجبال ويسلر وبلككوم في مارس 2007.
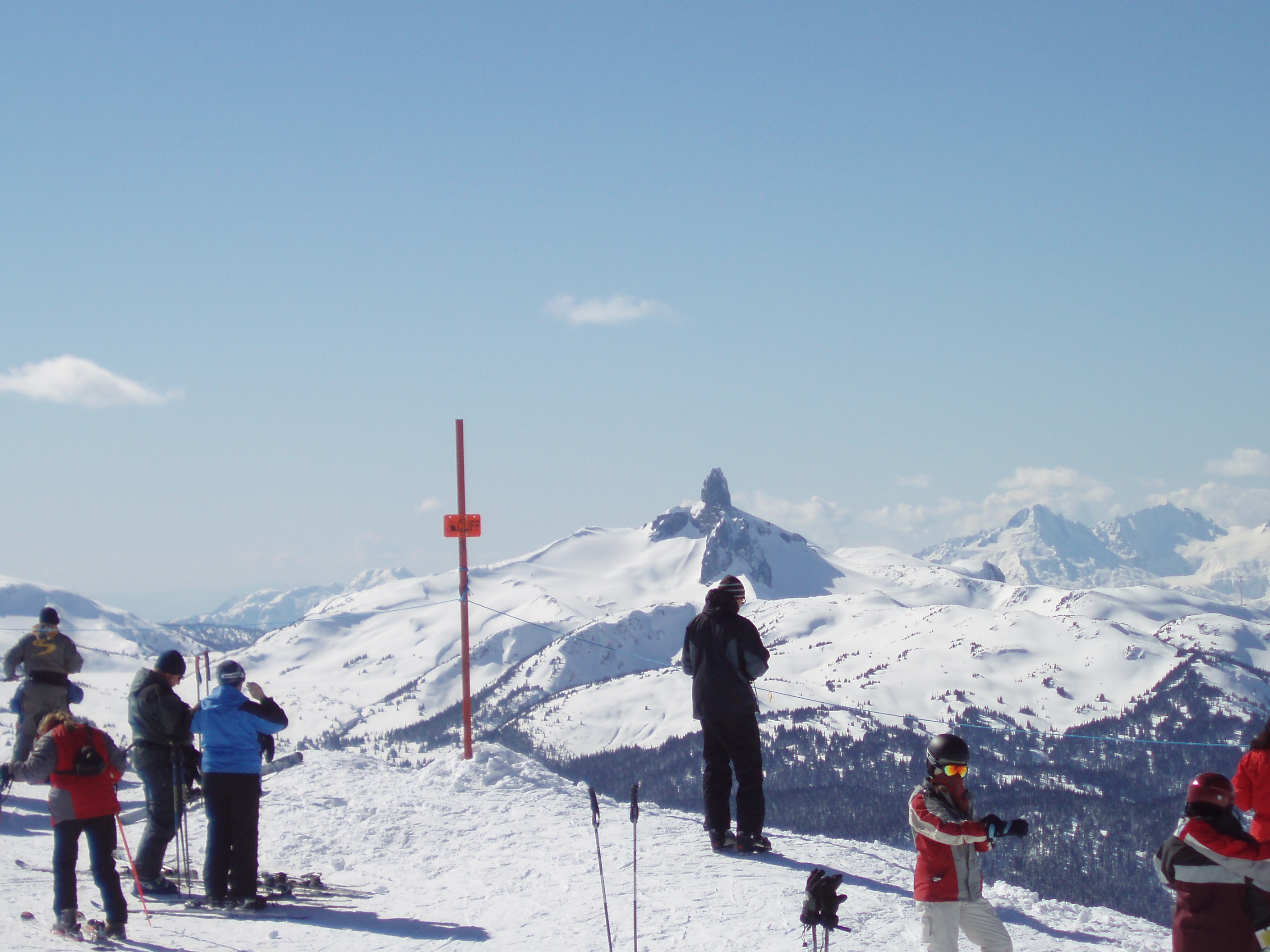
Black Tusk كما يظهر من منطقة التفريغ أعلى Peak Express.
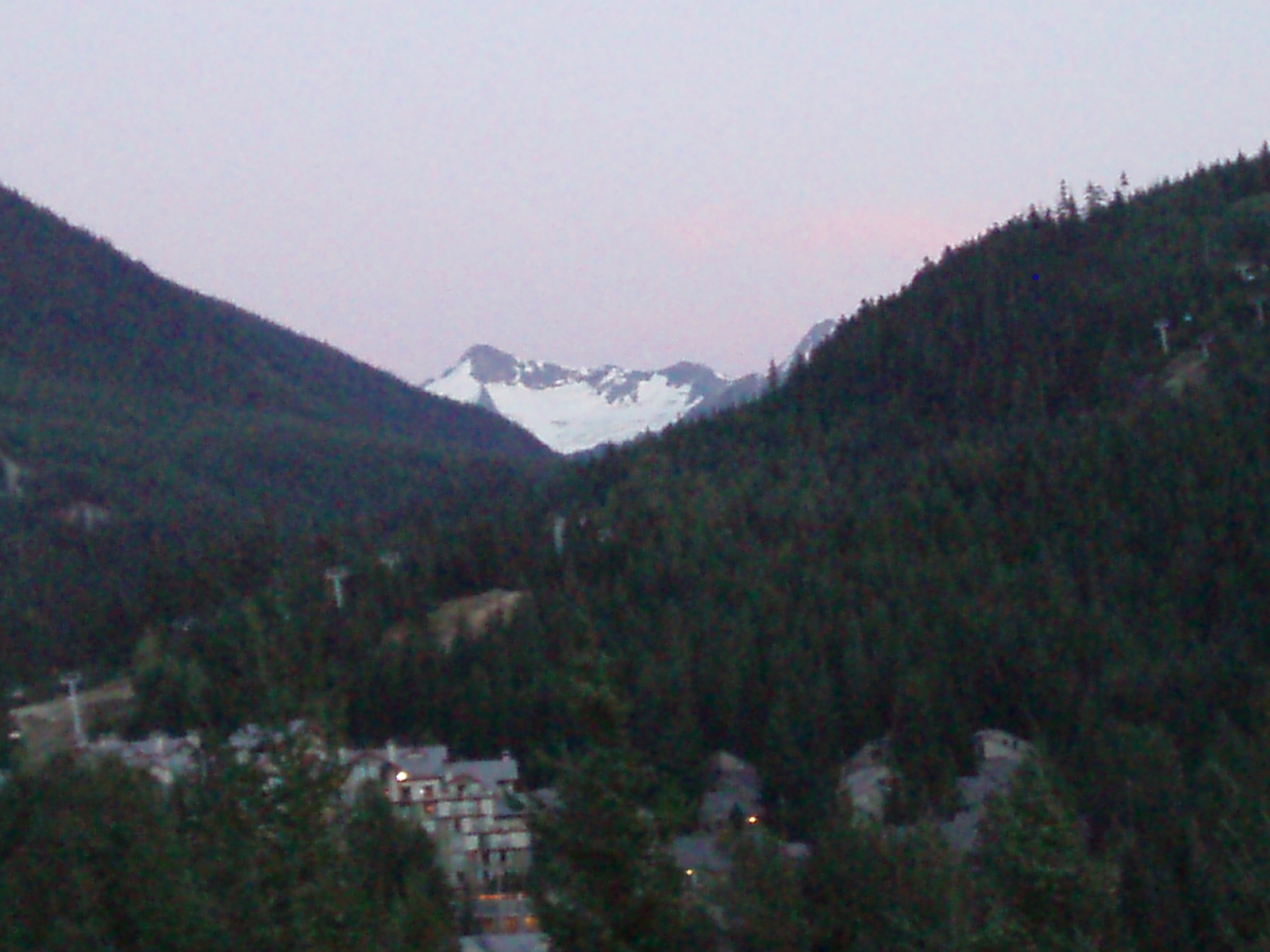
سنغنغ باس في أغسطس كما رأينا بين ويسلر وبلاككومب.
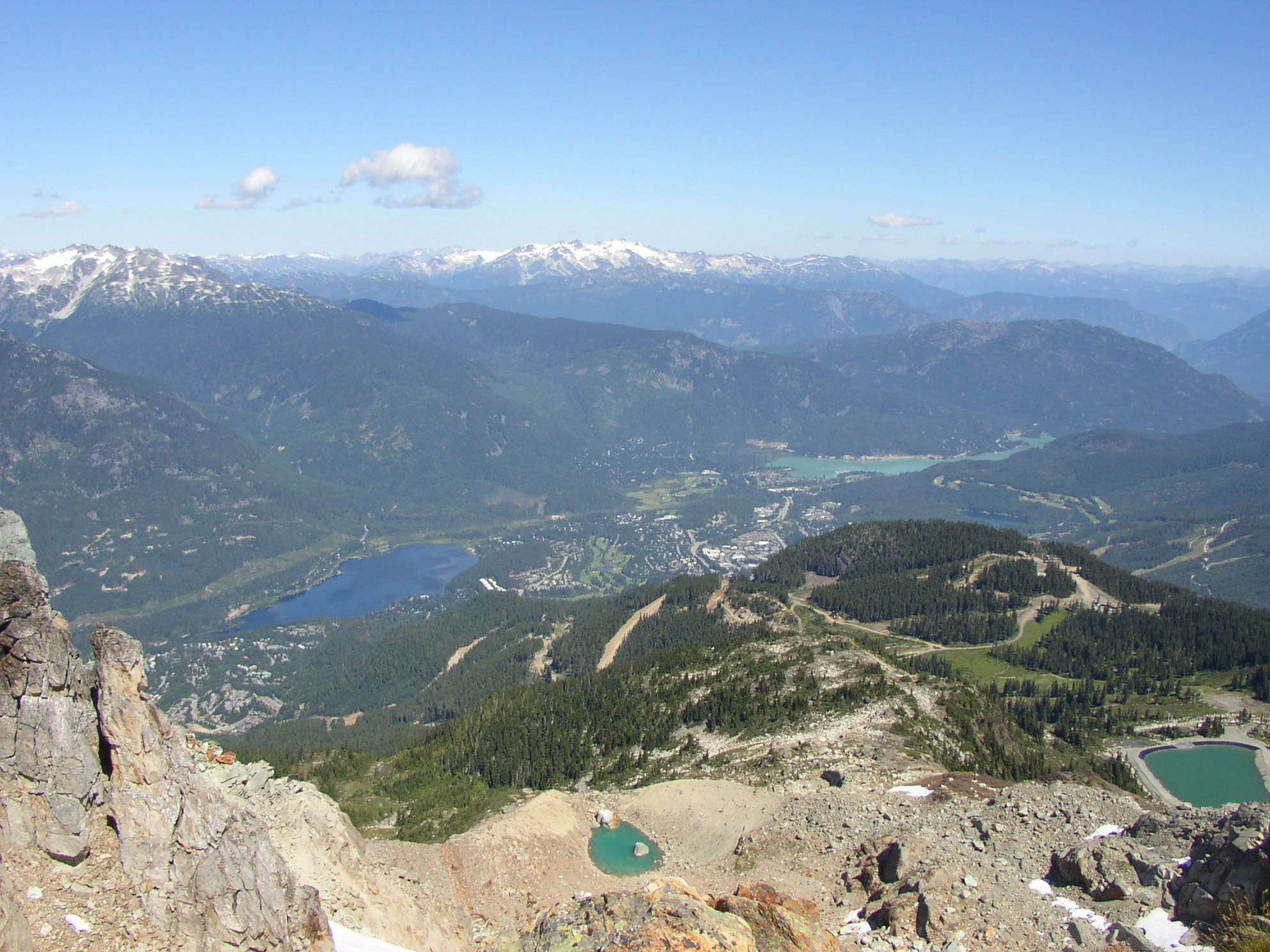
منظر من جبل ويسلر.